# Mälarbron

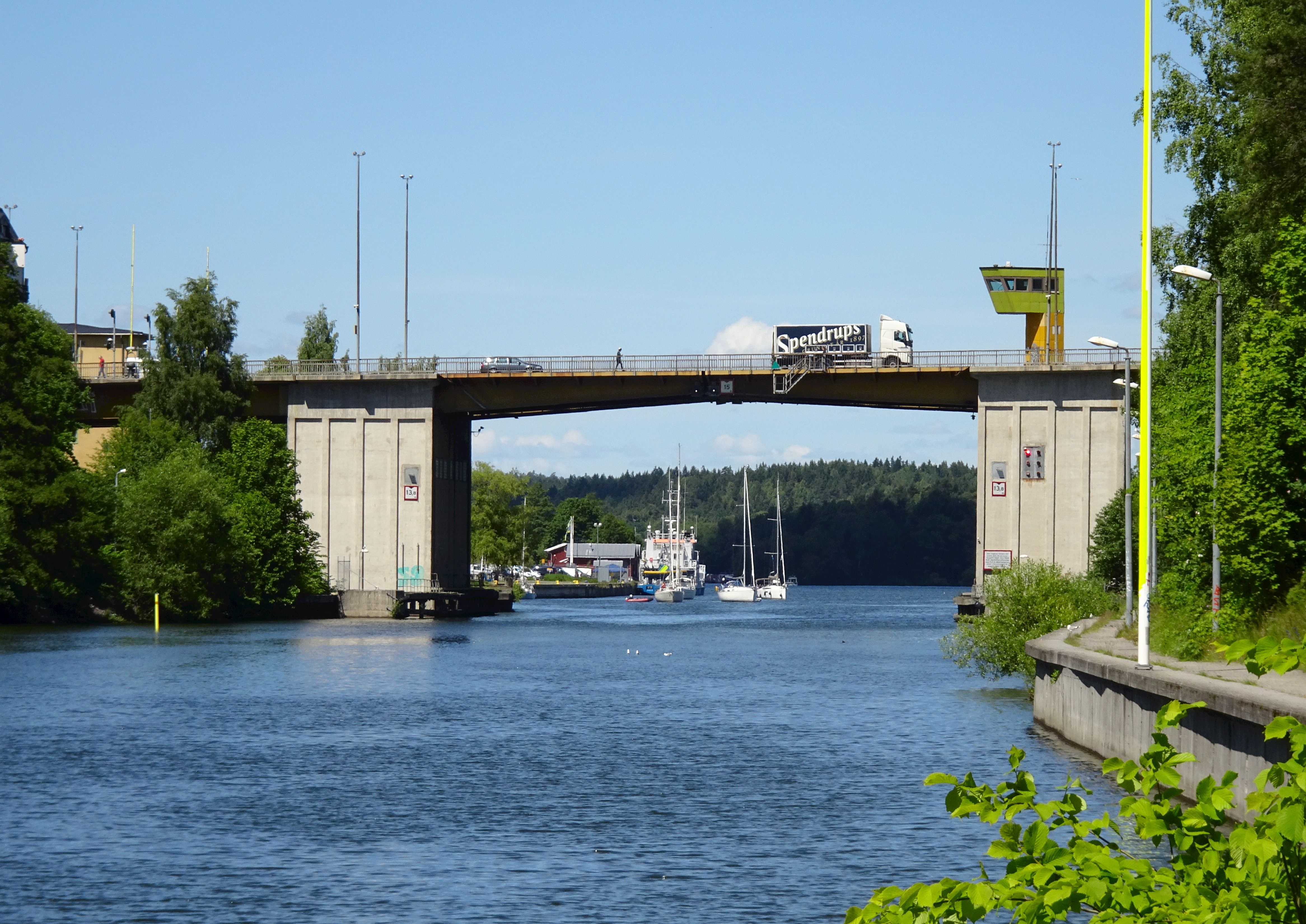
Mälarbron sedd från norr i juni 2017.

Mälarbron är en dubbel klaffbro över Mälardelen av Södertälje kanal i centrala Södertälje som togs i drift 1971. Över kanalen fanns tre broar innan dess.

## Historik
En fast bro över en ”Projecterad Canal” syns på Fredrik Adolf Wiblingens karta över Södertälje från 1780-talet. Projektet realiserades aldrig. Först den 7 oktober 1819, efter 12 års byggarbeten, kunde kanalen invigas. Den första rörliga bron över kanalen var en svängbro som syns på en illustration från 1881 i Svenska Familj-Journalen. Den ersattes 1910 av en ny svängbro som hade byggts på Södertelge Verkstäder och stod ungefär 150 meter söder om dagens Mälarbron. På den tiden gick huvudtrafiken och gamla Riksettan via dagens Rosenborgsgatan och Jovisgatan.
Redan 1924 var det dags för nästa bro sedan kanalen hade blivit ombyggd. Det blev en klaffbro som placerades i höjd med dagens Mälarbron och kallades bara ”Klaffbron” eller ”Landsvägsbron”. Den gamla svängbron såldes och flyttades till Stäksundet där den invigdes den 15 maj 1926 som Stäketbron för Enköpingsvägen. Där var den i drift ända till 2024. Vid västra sidan om kanalen i Södertälje kvarstår fortfarande två gamla bropelare och brovaktarstugans lilla tegelbyggnad. Det fanns idéer om att bygga en restaurang på bropelarna, men det avslogs. Det fanns risk att ett fartyg ur kurs kunde ramma bygget.

### Bilder, tidigare broar

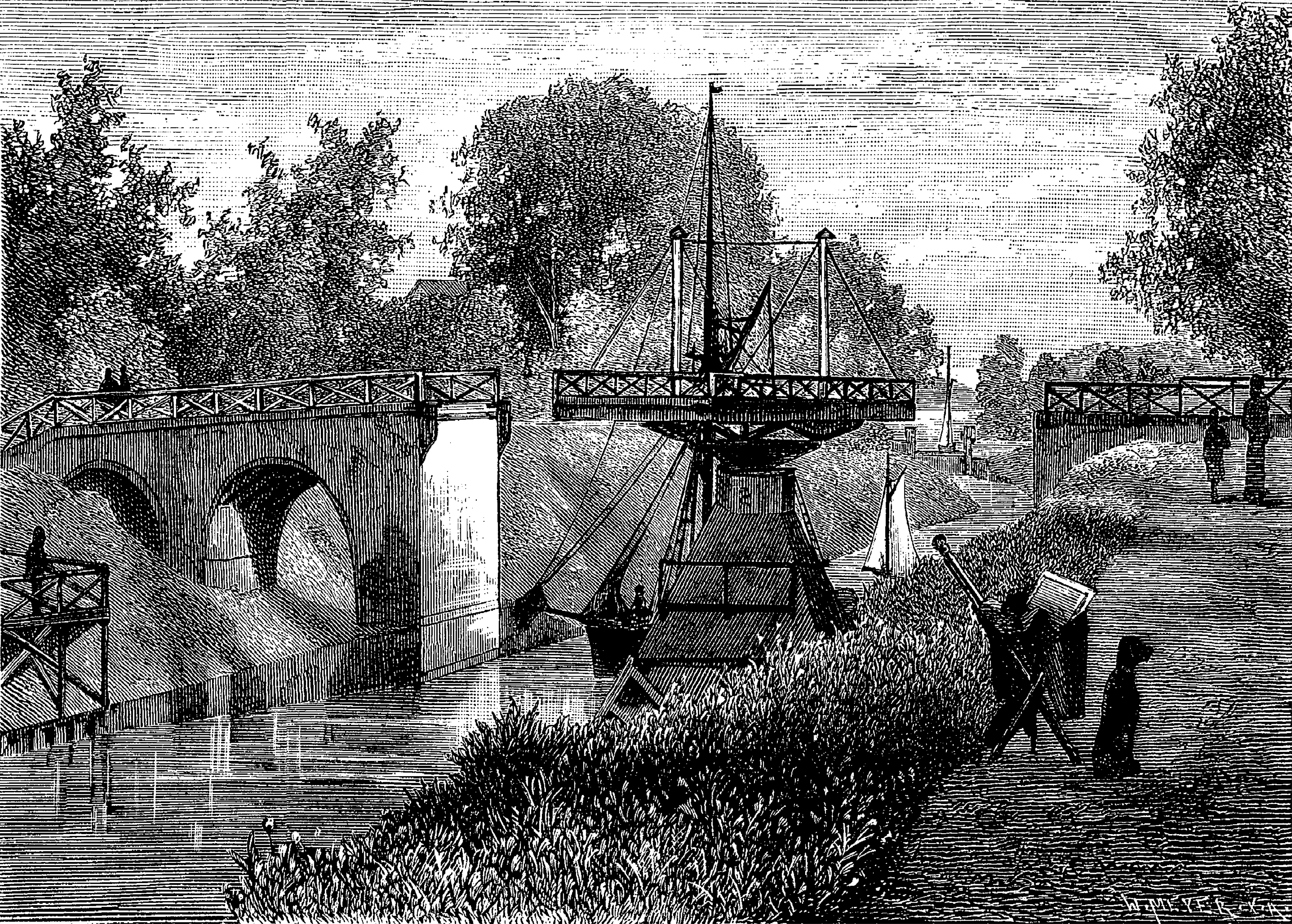
Första svängbron, 1881.
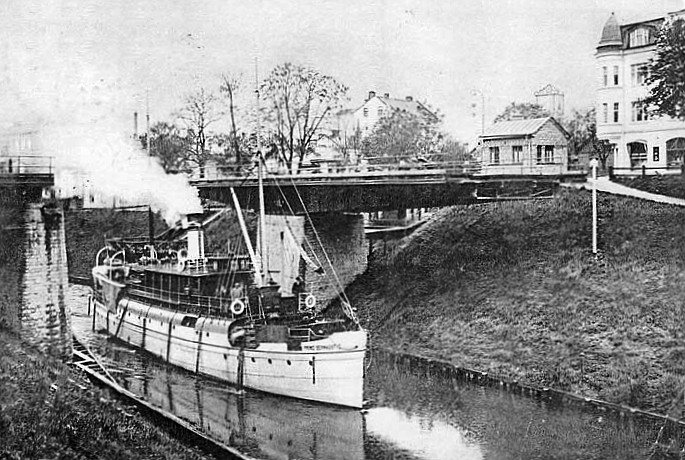
Andra svängbron före 1924.
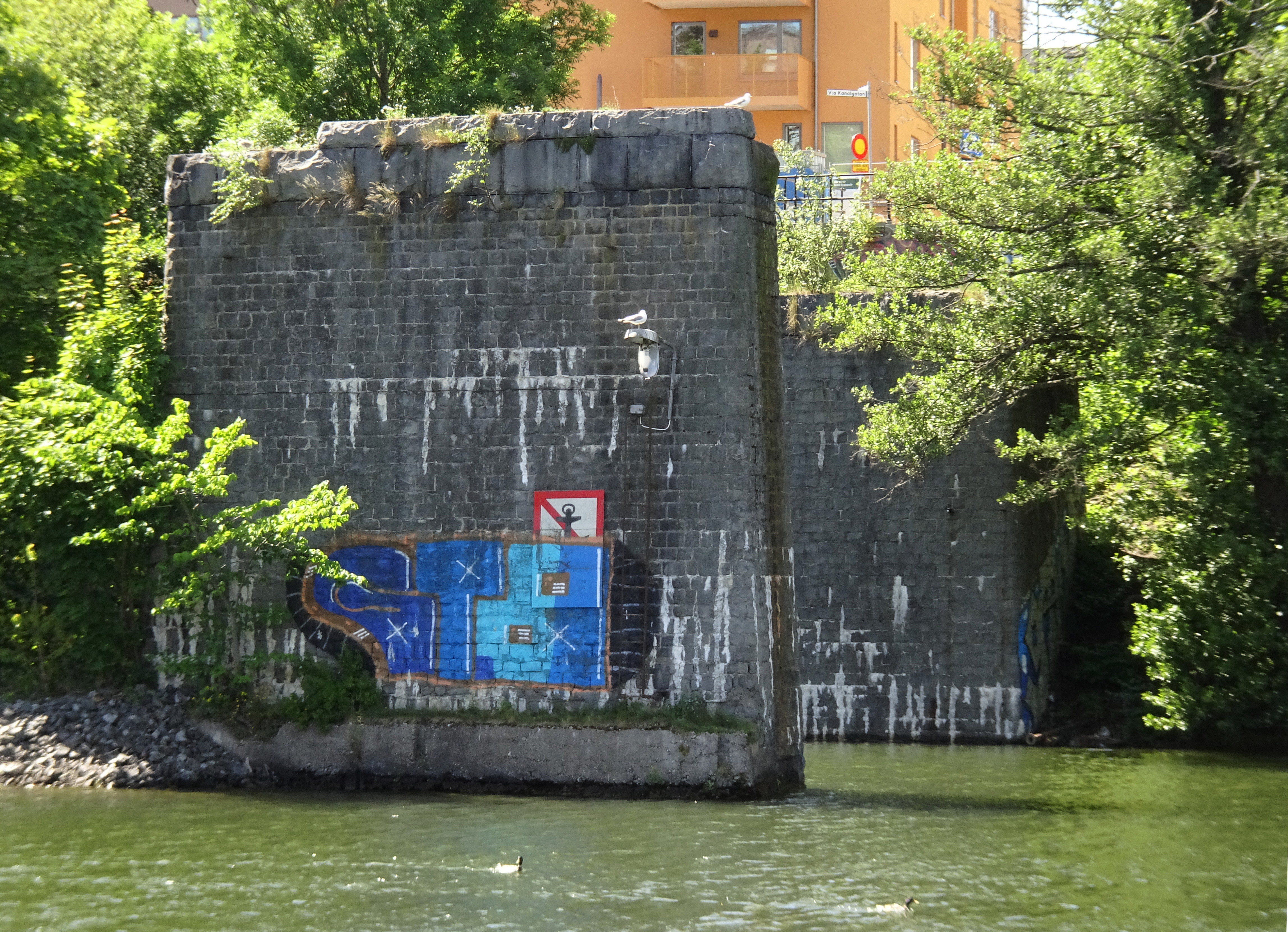
Bropelare efter andra svängbron, 2017.
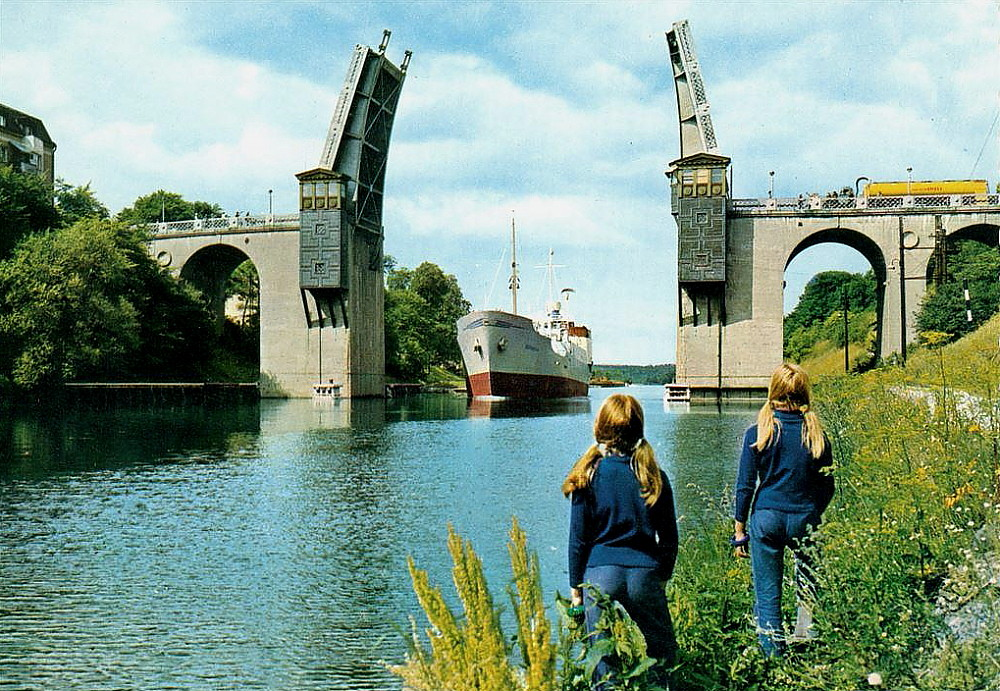
Första klaffbron, 1960-tal.
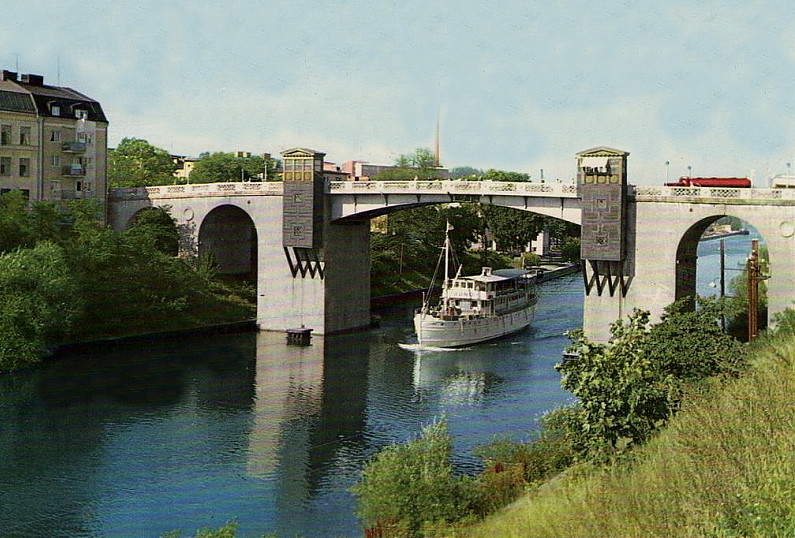
Första klaffbron, 1960-tal.

”Klaffbron” var en dubbel klaffbro med två fasta brovalv på vardera sidan. För den arkitektoniska utformningen stod Ragnar Hjorth. Efter andra världskriget svalde ”Klaffbron” inte längre den allt starkare trafiken och efter en del provisoriska lösningar bestämdes att en ny och bredare landsvägsbro behövdes, helst en dubbelbro. Sedan 1965 avlastas innerstadstrafiken avsevärt då en ny motorväg med E4-bron fördes förbi öster om staden och förgreningen av E4/E20 flyttades till trafikplats Saltskog.

## Mälarbron
Mälarbron konstruerades under slutet av 1960-talet och invigdes 1971. Den är 135 meter lång och 28 meter bred, den öppningsbara delen mäter 38 meter. Brons öppnings-/stängningsmekanism styrdes från början från ett övervakningstorn som finns på brons nordöstra sida. Den är numera fjärrstyrd, tillsammans med hela lotsfarleden söderifrån Landsort, från lotskontoret vid Södertälje sluss på Lotsudden. Mälarbron öppnas vid behov med följande undantag: vardagar klockan 07:30–8:30 samt 16:00–18:00. Segelfria höjden i kanalens mitt är 15 meter och vid sidorna 13,8 meter. 
Gatan på brons västra sida heter Turingegatan, och den som utgår ifrån dess östra sida heter Stockholmsvägen. Under bron, längsmed kanalen, löper två mindre gator. På västra sidan löper Västra Mälarehamnen, mellan Astra Zenecas huvudkontor i Snäckviken och Stortorget. På den östra sidan löper Bergviksgatan, mellan Mälareparken och Södertälje sjukhus.

### Bilder Mälarbron

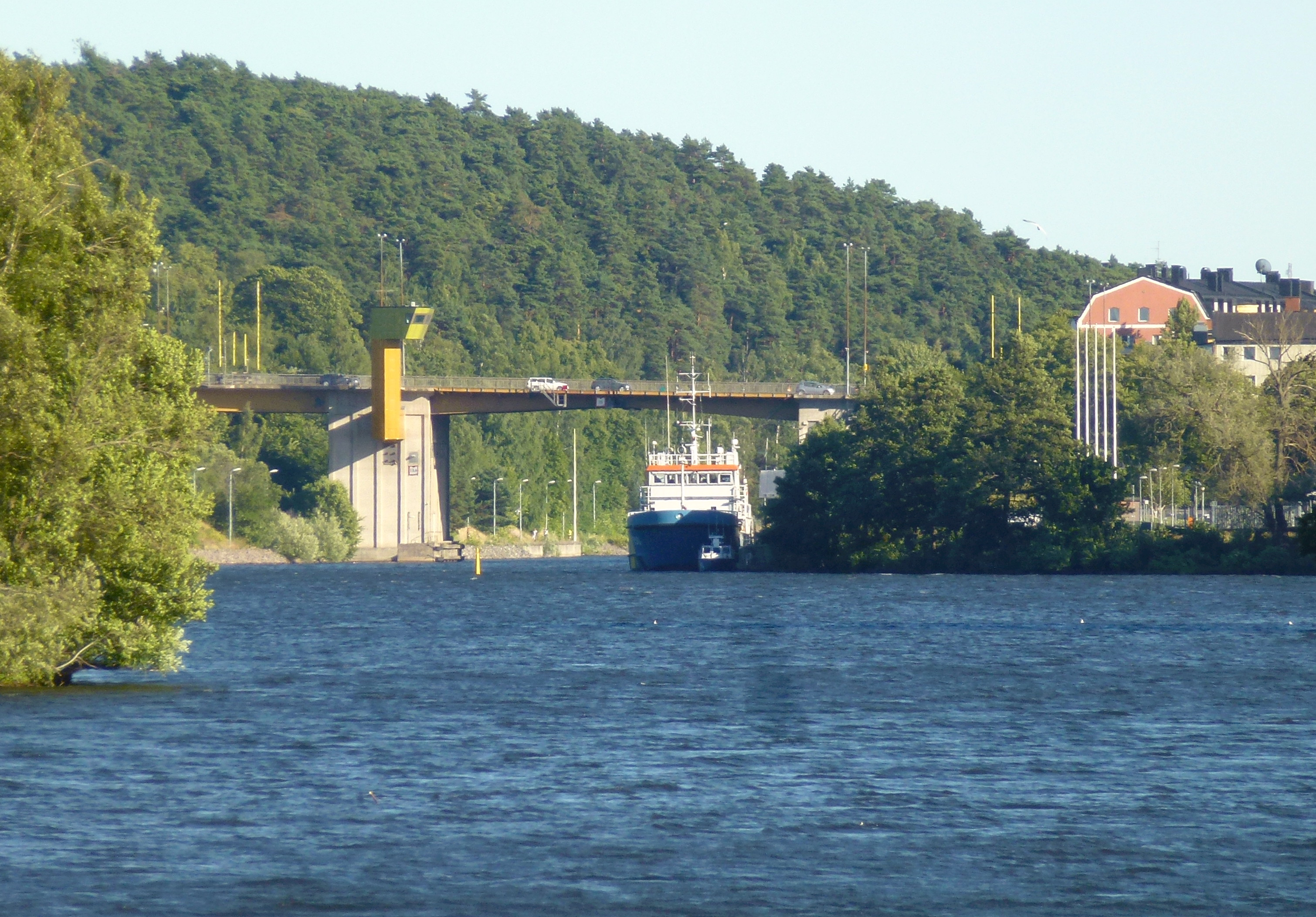
Mälarbron sedd från Linasundet.
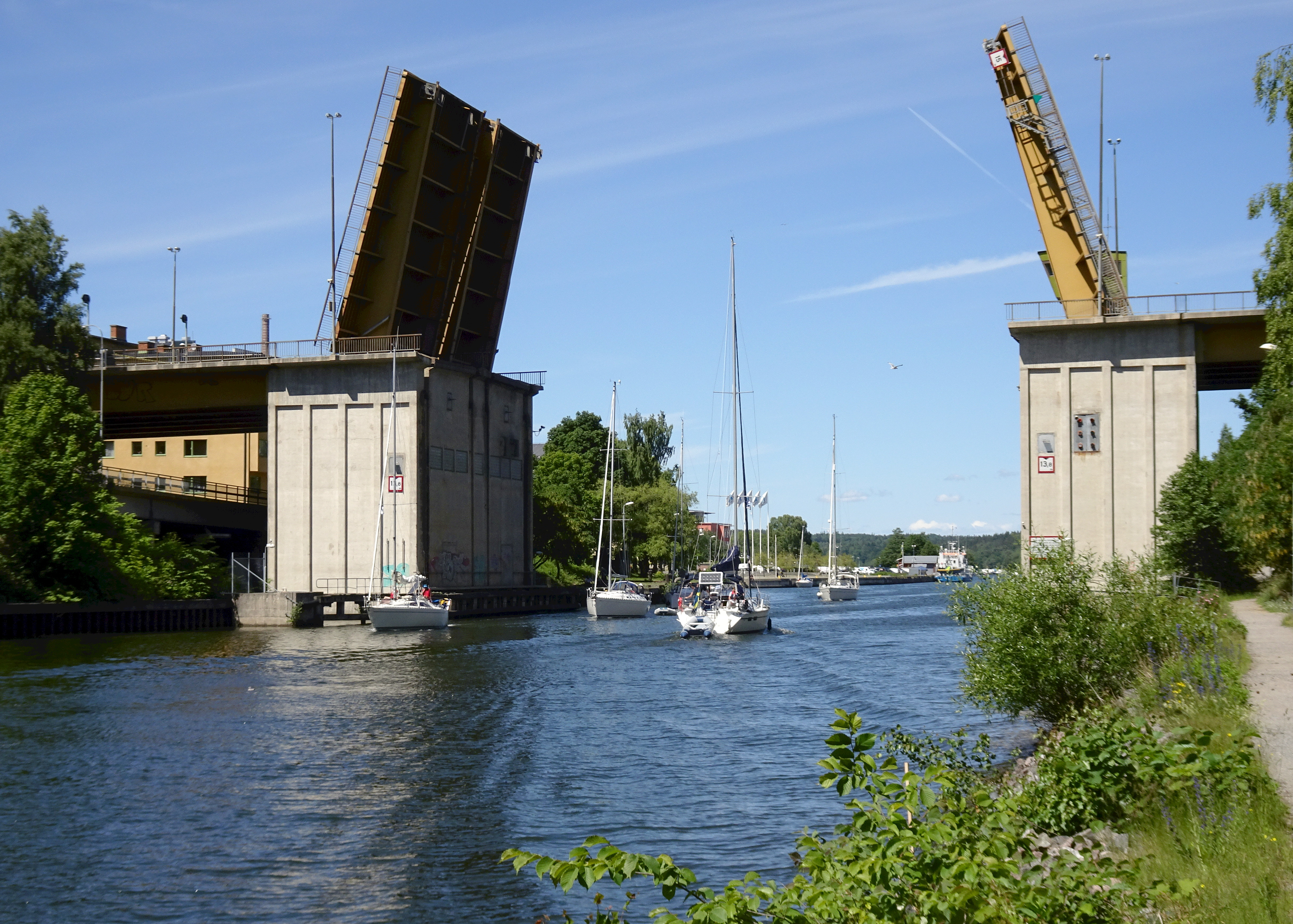
Broöppning.
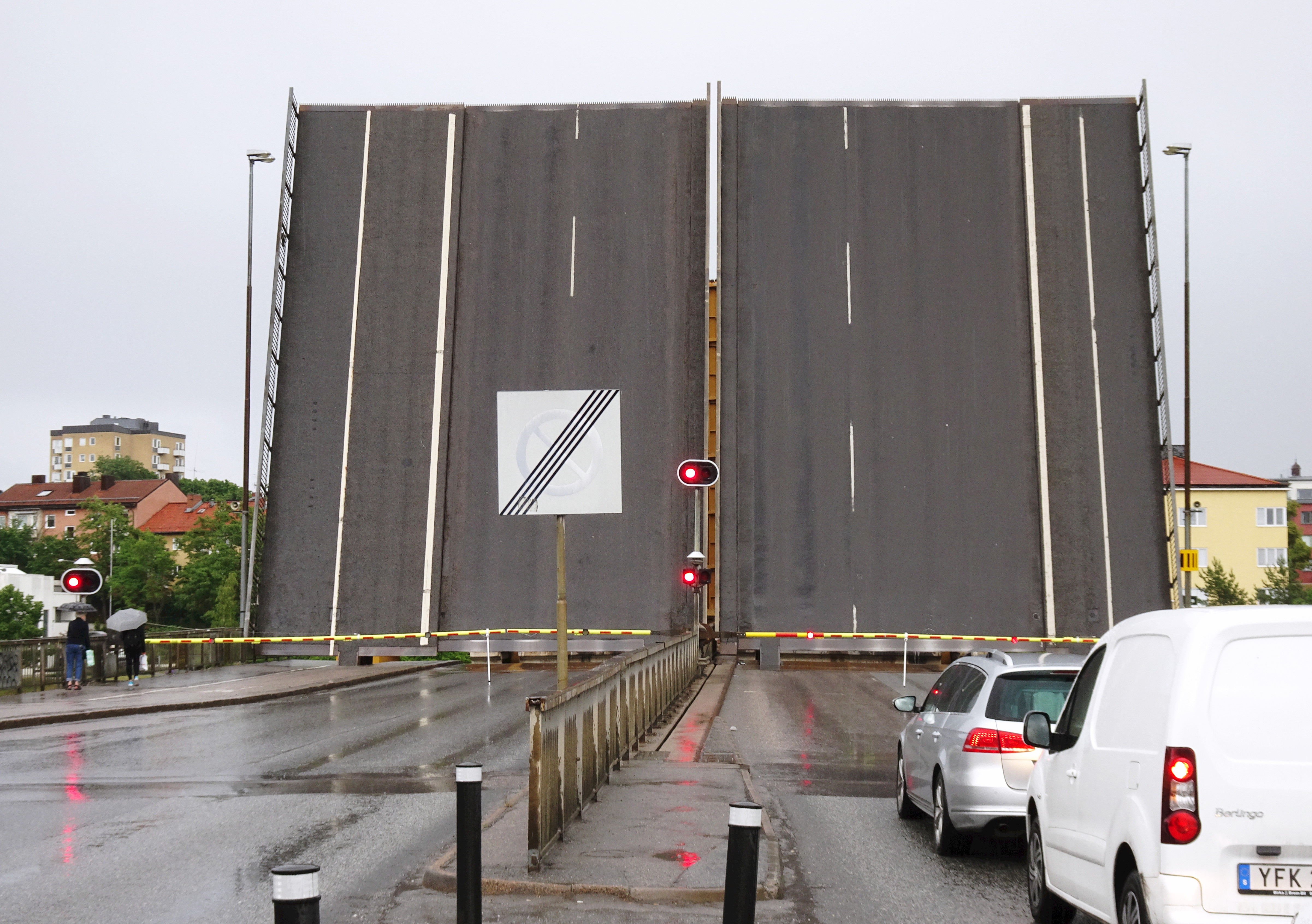
Broöppning.
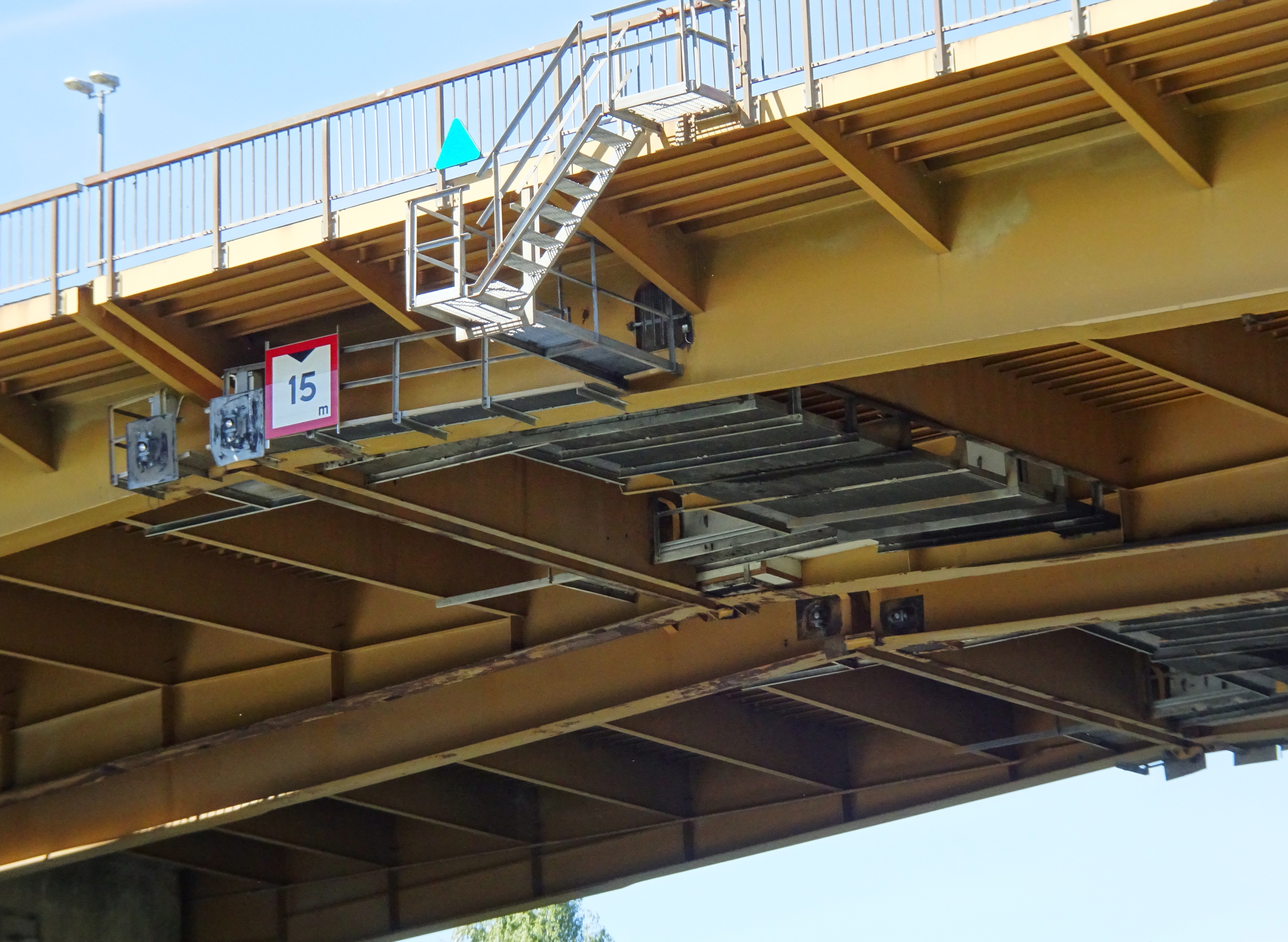
Broklaffarna, detalj.
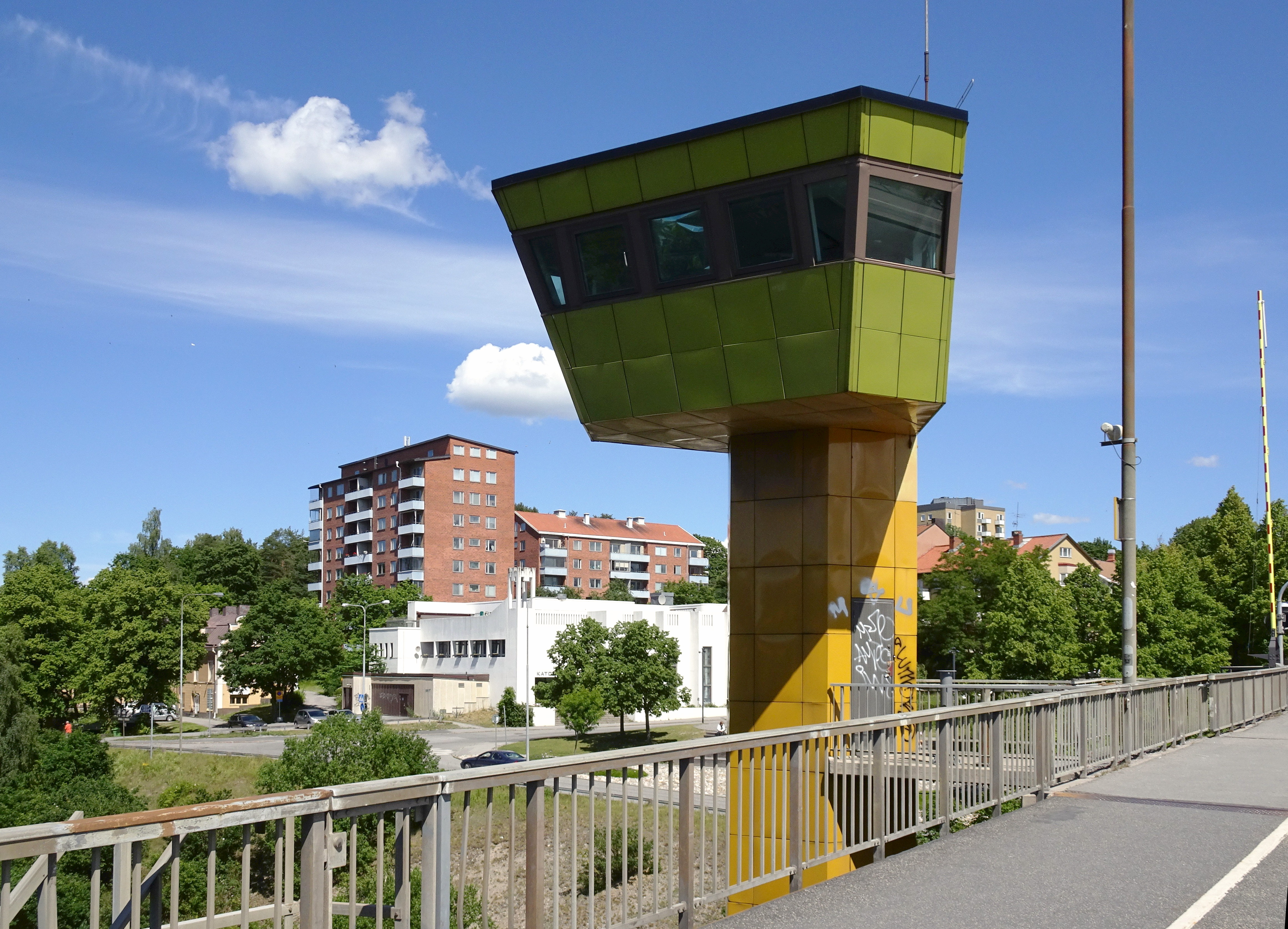
Övervakningstornet.